# Tony Caig
Anthony Caig (Cleator Moor, 11 aprile 1974) è un ex calciatore inglese, di ruolo portiere.

## Palmarès

### Club

#### Competizioni nazionali
- United Soccer Leagues First Division: 1

Van. Whitecaps: 2006